# Pantaïvka
Pantaïvka (ukrainien : Пантаївка, russe : Пантаевка) est une commune urbaine de l'oblast de Kirovohrad, en Ukraine. Elle compte 2 571 habitants en 2021.